# Занклодон
Занклодон (лат. Zanclodon) — вымерший род рептилий, включаемый в кладу архозавриформ, окаменелые остатки которого были обнаружены в отложениях Эрфуртской формации (Германия). Длительное время выступал в роли мусорного таксона, пока в ходе таксономической ревизии, проведённой в 2011 году, в пределах рода не оставили лишь типовой вид — Zanclodon laevis.

## Открытие и описание
Паратип SMNS 56045, верхнечелюстная кость с зубами, был обнаружен в шахте Гайльдорф на юге Германии. Изначально находка была описана Plieninger и названа Smilodon в 1846 году, но это название уже было занято родом вымерших кошачьих, что побудило автора оригинального описания в 1847 году переименовать таксон в Zanclodon. Паралектотип SMNS 6045a Z. laevis представляет собой изолированный зуб.
Кроме того, в 1896 году Eberhard Fraas описал другой вид, Z. plieningeri, основываясь на уже описанном образце SMNS 6045. Вскоре после публикации ошибка была обнаружена и вид был признан младшим синонимом типового.

## Классификация
Род ранее относили к семействам рауизухид, платеозаврид или включали в число теропод. В настоящее время считается, что остатки типового вида принадлежат неопределимому представителю архозавриформ.

### Виды
Несмотря на то, что все виды, кроме типового, исключены из состава рода, исторически к нему относили следующие подчинённые таксоны:
- Z. laevistypus (Plieninger, 1846) [первоначально «Smilodon»][4].
- Z. crenatus (Plieninger, 1846) [первоначально «Smilodon»] = nomen dubium, неопределённый архозавроморф[9][10].
- Z. bavaricus (Fraas, 1894, см. Sandberger, 1894) = Sauropodomorpha incertae sedis[7].
- Z. plieningeri (Fraas, 1896) = младший синоним Z. laevis[11][12].
- Z. arenaceus (Fraas, 1896) = возможно, неопределённый представитель Phytosauria.
- Z. cambrensis (Newton, 1899) = «Newtonsaurus» (Welles & Pickering, 1993) — nomen nudum, известен по нижней челюсти с зубами, сохранившейся в виде слепка (BMNH R2912) в Южном Уэльсе, неопределённый теропод[12].
- Z. schutzii (Fraas, 1900) = Batrachotomus[13].
- Z. silesiacus (Jaekel, 1910) = nomen dubium, неопределённый архозавроморф[9][10].